# Liste der Biografien/Diverse
Liste der Biografien |
Portal Biografien |
Personensuche
# |
A |
B |
C |
D |
E |
F |
G |
H |
I |
J |
K |
L |
M |
N |
O |
P |
Q |
R |
S |
T |
U |
V |
W |
X |
Y |
Z |
?
Die Liste der Biografien führt alle Personen auf, die in der deutschsprachigen Wikipedia einen Artikel haben. Dieses ist eine Teilliste mit 39 Einträgen von Personen, deren Namen mit diversen Zeichen bzw. Buchstaben beginnt, diese Liste kann vorübergehend Biografien enthalten, die noch keinen festen Platz in der Systematik der Biografienlisten haben.

## Diverse
- ǃAuchab, Apius (* 1959), namibischer Politiker der UDF
- ǃGawaxab, Johannes (* 1956), namibischer Banker
- ǃNaruseb, Alpheus (* 1954), namibischer Politiker
- ǂAriseb († 1837), Nama-Kaptein
- ǂOma, Tsamkxao, namibischer traditioneller Führer
- $ick (* 1973), deutscher Webvideoproduzent und Autor
- &ME, deutscher DJ und Musikproduzent&ME
- (.)p(...)nin, nubischer König

&ME

- -minu (* 1947), Schweizer Schriftsteller, Kolumnist und Moderator
- Bbno$ (* 1995), kanadischer Rapper
- BBou (* 1986), bayerischer Musiker, Musikproduzent und Songwriter
- BBQ, Betty, deutscher Travestiekünstler und Dragqueen
- B’Flow (* 1986), sambischer Hip-Hop- und Dancehall-Künstler
- Blvth (* 1990), polnisch-albanischer Musiker und Musikproduzent
- CDawgVA (* 1996), britischer Webvideoproduzent und Synchronsprecher
- Conp[…], antiker römischer Toreut
- DPR Ian (* 1990), australisch-südkoreanischer Sänger und Rapper
- DTP, deutscher Musikproduzent
- Frdy (* 1994), deutscher DJ und Musikproduzent
- Jxdn (* 2001), US-amerikanischer Sänger und Songwriter
- KK Null (* 1961), japanischer Musiker und Labelbetreiber
- LDA (* 2003), italienischer Popsänger
- MatPat (* 1986), US-amerikanischer WebvideoproduzentMatPat (* 1986)

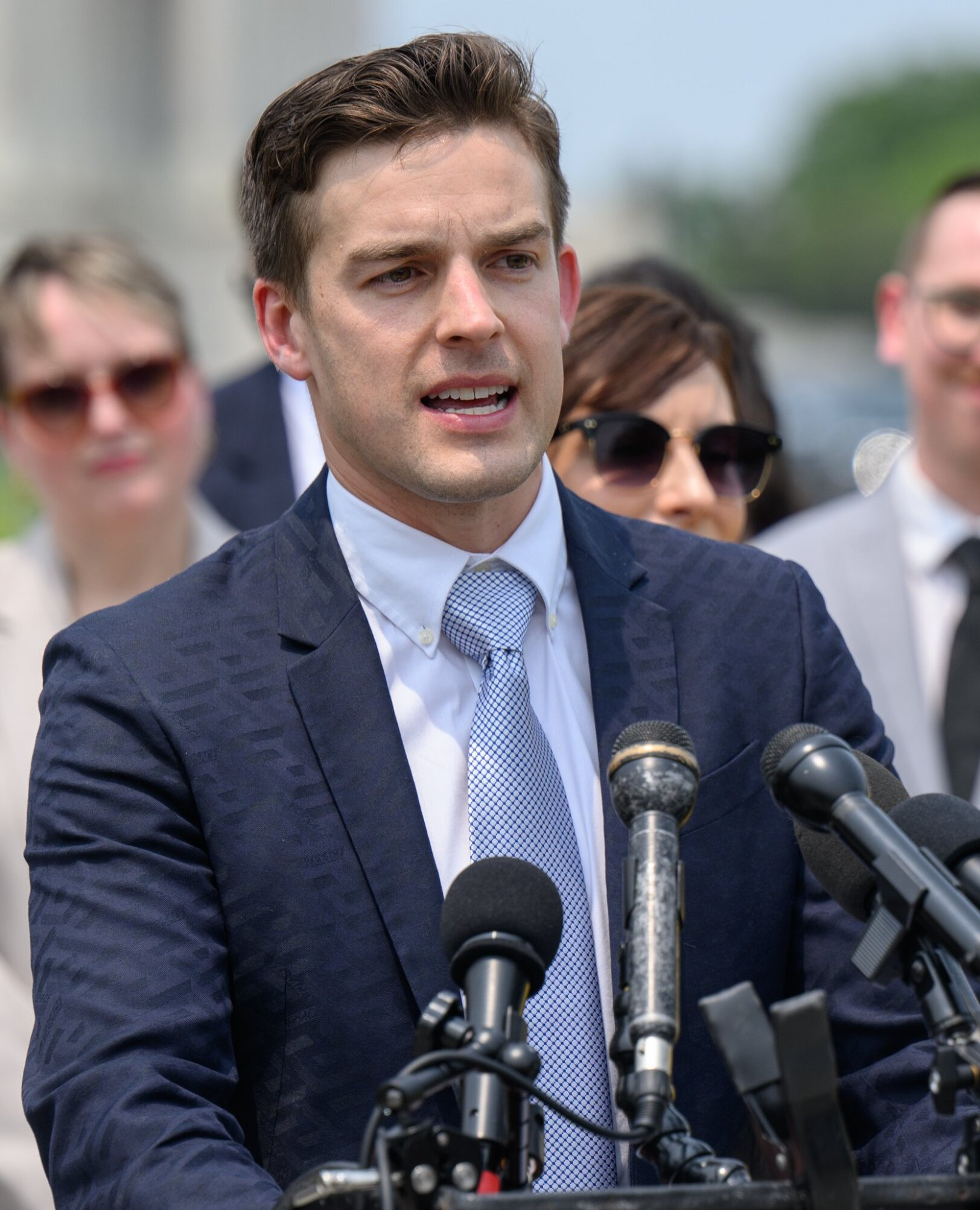
MatPat (* 1986)

- PLK (* 1997), französischer Rapper
- Plvnk, Tim, deutscher DJ und Produzent der elektronischen Tanzmusik
- STMTS (* 1993), griechischer Streetart-Künstler
- ThxSoMch (* 2001), kanadischer Sänger und Songwriter
- ǁGamxamûb, Ernst, namibischer Theologe
- ǁGaroëb, Justus (* 1942), namibischer Politiker (UDF)
- ǁGaroëb, Moses (1942–1997), namibischer Politiker
- ǁHoabes, Rosina (* 1962), namibische Politikerin (SWAPO); Bürgermeisterin von Swakopmund
- ǁHoëbeb, Joshua, namibischer Politiker
- ǁHoebes, Christine, namibische Politikerin (SWAPO)
- ǁKhamuxab, Dawid (* 1950), namibischer traditioneller Führer
- ǀGoagoseb, Frans (* 1954), namibischer Politiker der NamDMC
- ǀGoagoses, Natalia (* 1962), namibische Politikerin und Vizeministerin
- ǀKeib, Sageus, namibischer Theologe
- ǀKhaxas, Elizabeth (* 1960), namibische Schriftstellerin und Aktivistin für Frauen- und LGBT-Rechte
- ǀUiǀoǀoo, Royal (* 1966), namibischer Politiker